# Brzanka cejlońska
Brzanka cejlońska (Pethia cumingii) – gatunek słodkowodnej ryby karpiokształtnej z rodziny karpiowatych (Cyprinidae). Bywa hodowana w akwariach.

## Występowanie
Zasiedla górskie rzeki Sri Lanki.

## Długość ciała
Dorasta do 5 cm długości.

## Zachowanie
Brzanka cejlońska lubi środowisko, które zapewnia jej zarówno swobodne pływanie, jak również buszowanie w nim po różnych zakamarkach oraz kryjówkach.
Ten gatunek brzanki często zjada swoją wcześniej rozrzuconą ikrę. Jeżeli dana para jest dobrze dobrana, istnieje duże prawdopodobieństwo, iż uda im się rozmnożyć w akwarium.

## Pożywienie
Brzanka cejlońska żywi się każdym rodzajem pokarmu.